# Horní Moštěnice
Horní Moštěnice är en ort i Tjeckien.   Den ligger i regionen Olomouc, i den östra delen av landet, 230 km öster om huvudstaden Prag. Horní Moštěnice ligger 206 meter över havet och antalet invånare är 1 581.
Terrängen runt Horní Moštěnice är platt. Runt Horní Moštěnice är det ganska tätbefolkat, med 222 invånare per kvadratkilometer. Närmaste större samhälle är Přerov, 4,8 km norr om Horní Moštěnice. Trakten runt Horní Moštěnice består till största delen av jordbruksmark.